# Colletes brunneitarsis
Colletes brunneitarsis är en biart som beskrevs av Noskiewicz 1958. Colletes brunneitarsis ingår i släktet sidenbin, och familjen korttungebin. Inga underarter finns listade i Catalogue of Life.